# فردای نامشخص
«فردای نامشخص» (انگلیسی: The Unknown Tomorrow) فیلمی در ژانر درام به کارگردانی الکساندر کوردا است که در سال ۱۹۲۳ منتشر شد. از بازیگران آن می‌توان به ورنر کراوس و ماریا کوردا اشاره کرد.